# Pied noir (maladie cryptogamique)
Pour les articles homonymes, voir Pieds-Noirs (homonymie).
En pathologie végétale, on appelle « pied noir », ou parfois « phoma » ou « fonte des semis », des maladies fongiques dues à des champignons telluriques, notamment des genres Phoma et Pythium, qui provoquent chez des jeunes plantules émergeant d'un semis une nécrose du collet se caractérisant par un noircissement de la base de l'hypocotyle et de la tigelle.

## Exemples de maladies du pied noir
- Pied noir de la betterave : sur betterave (Amaranthaceae), la maladie du pied noir, ou maladie des vaisseaux noirs, ou taches de Phoma, maladie cryptogamique affectant les plantules, due à diverses espèces de champignons, notamment Phoma betae (syn. Pleospora betae), Pythium ultimum, Aphanomyces cochlioides[1],[2].

- Pied noir du pois : sur diverses espèces de plantes, notamment le pois, la maladie du pied noir, ou nécrose racinaire, causée par plusieurs espèces de champignons, dont Fusarium solani, Phoma medicaginis var. pinodella, Phythium sp., Rhizoctonia solani, Ascochyta pinodes[3].
- Pied noir de la tomate : sur tomate, et d'autres Solanaceae (poivron, aubergine), le pied noir de la tige, maladie fongique due à Didymella lycopersici (anamorphe : Phoma lycopersici), ou Phoma destructiva[4], qui provoque d'abord une nécrose de la base de la tige[5].
- Pied noir du chou : sur colza, chou, chou-fleur (et autres Brassicaceae), la maladie du pied noir due à Phoma lingam (syn. Leptosphaeria maculans) détruit les plantules et la base des tiges des plantes plus âgées[6].
- Pied noir de la vigne :  maladie cryptogamique, due à divers champignons de la famille des Nectriaceae, notamment Ilyonectria liriodendri (synonyme : Cylindrocarpon destructans), provoquant le noircissement des racines[7].